# Carica di Pastrengo

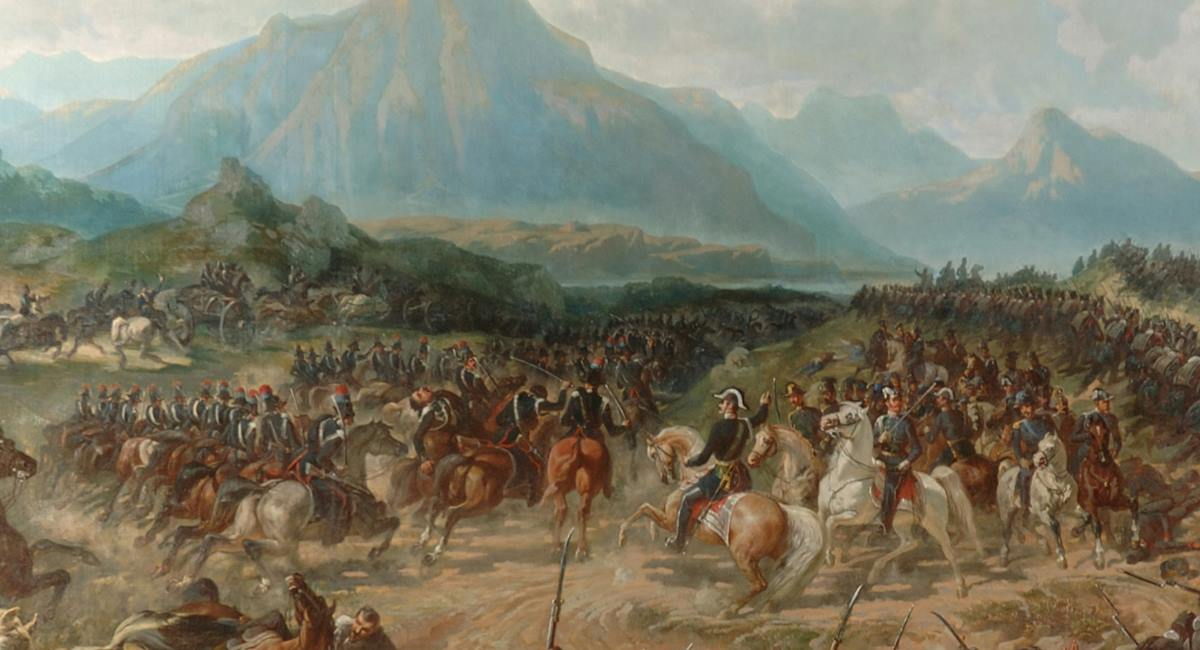
V. Giacomelli - La carica di Pastrengo

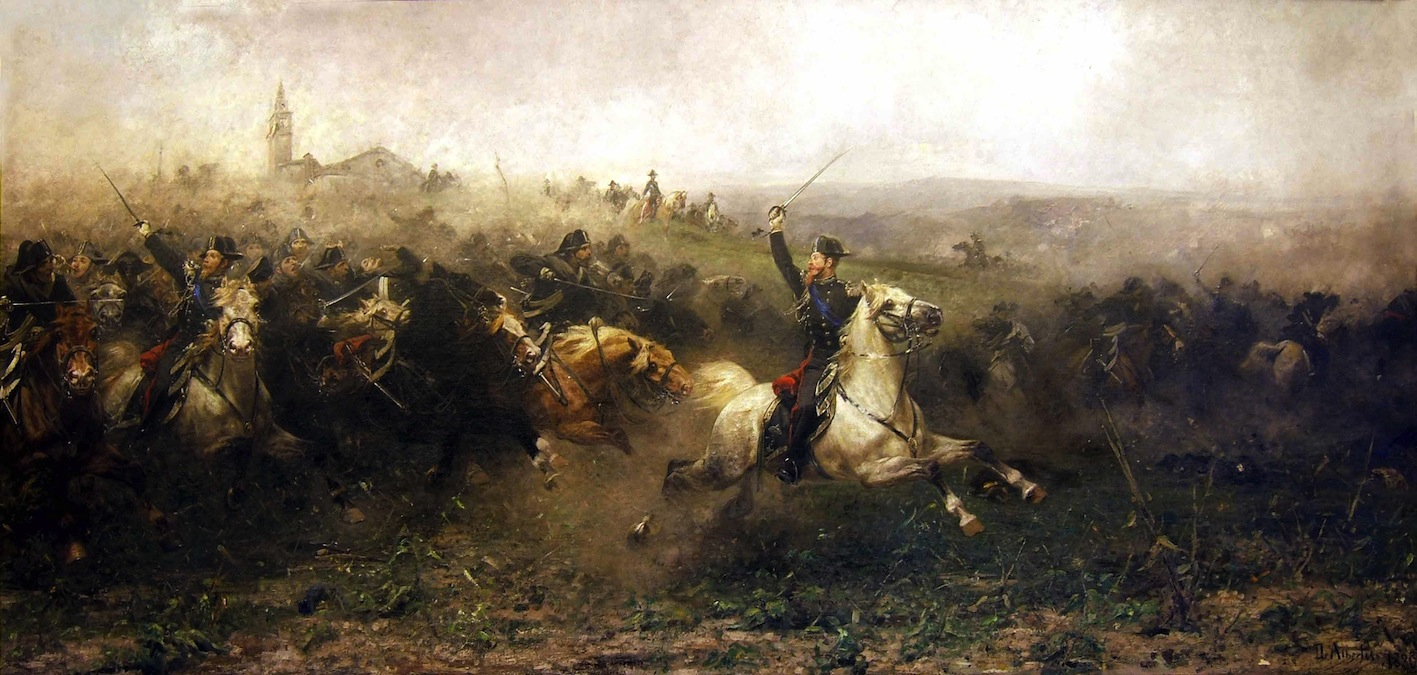
Sebastiano De Albertis - Carica dei Carabinieri a Pastrengo - olio su tela, 1880

La carica di Pastrengo fu un episodio della battaglia di Pastrengo svoltasi durante la prima guerra d'indipendenza italiana.
Si riferisce alla carica di cavalleria avvenuta il 30 aprile 1848 effettuata dagli "Squadroni da Guerra" del Corpo dei Carabinieri Reali assegnati alla protezione personale del Re Carlo Alberto di Savoia.

## Lo svolgimento
Il re Carlo Alberto, portatosi tra la brigata Cuneo e la brigata Piemonte, e fatto segno da una nutrita scarica di fucileria austriaca, partecipò poi personalmente e con il suo seguito all'impetuosa carica condotta dal maggiore Alessandro Negri di Sanfront con i tre squadroni di Carabinieri Reali. La carica valse a rompere la linea nemica, composta da due battaglioni austriaci che furono costretti a ripiegare verso Pescantina e Ponton.
L'essersi spinto troppo vicino alla prima linea unitamente al proprio imponente seguito, spostandosi da un casolare dove era stato fino ad allora, furono sicuramente la causa iniziale del fatto d'arme. La carica dei carabinieri reali servì quindi a proteggere l'incolumità del sovrano improvvisamente compromessa e contribuì, in maniera determinante, al felice completamento dell'azione militare molto più complessa in corso e in quel momento in fase di stallo per vari motivi.
L'improvviso vantaggio ottenuto dalle truppe piemontesi non fu però sfruttato dal sovrano che, anziché inseguire e sbaragliare le file del nemico scompaginate dalla carica dei carabinieri del maggiore Alessandro Negri di Sanfront, si attestò sulle posizioni raggiunte quel giorno. Si dice che re Carlo Alberto dichiarasse allora, nel francese normalmente usato a corte: «Pour aujourd'hui il y en a assez» ("Per oggi ne abbiamo avuto abbastanza"). Nei giorni successivi, un'abile contromossa del generale Josef Radetzky minacciò il centro dello schieramento sabaudo, valse a frenare l'entusiasmo dell'avanzata in corso, impedì che l'esercito piemontese varcasse l'Adige per piombare sulla strada che conduceva a Trento e obbligò addirittura il re Carlo Alberto a ripiegare, sacrificando la brigata Cuneo che subì gravi perdite.

## Rievocazione storiche
Oggi, l'episodio viene fatto rivivere dal Gruppo squadroni del 4º Reggimento carabinieri a cavallo nell'ambito del loro Carosello storico, con una impetuosa carica esaltata dal luccichio delle sciabole sguainate e dai colori blu turchino e rosso dell'uniforme storica dei carabinieri.

## Avvenimenti correlati
Nel 2014 le Manifatture Sigaro Toscano, insieme al Comando Generale dell'Arma, hanno scelto il nome “Pastrengo" per un sigaro prodotto in edizione limitata e dedicato proprio al famoso episodio dell'epica carica dei Carabinieri a cavallo, raffigurato sulle confezioni in cui sono venduti i sigari.